# 大木美佳
大木 美佳（おおき みか、1989年8月2日 - ）は、日本のモデル、タレントである。
千葉県銚子市出身。レプロエンタテインメント所属。

## 略歴・人物
- 2008年、レプロガールズオーディション2008に出場。ファイナリストまで進むもグランプリ受賞はならなかったが、レプロエンタテインメントと契約を結び活動を始める。
- TOKYO GIRLS RUNの一員となったのを機にマラソンに興味を持ち、2013年3月の名古屋ウィメンズマラソンで3時間51分42秒[1]を記録したのを皮切りに、同年11月のつくばマラソンでは3時間56分40秒を記録し、TGR初のサブ4を達成[1]。東京マラソン2015では3時間44分31秒[2]を記録し、自己ベストを更新し続けている。

## 出演

### テレビ
- 鉄道写真物語 1枚にかける旅 （TwellV）鉄道写真コンシェルジュ
- フェイク・ラブ（2011年1月6日、フジテレビ）